# تشارلز تي. ويليس
تشارلز تي. ويليس هو سياسي أمريكي، ولد في 7 فبراير 1841، وتوفي في 1921. نشط حزبياً في الحزب الجمهوري. وقد انتخب عضو جمعية ولاية نيويورك ‏ وانتخب عضو مجلس ولاية نيويورك ‏.